# Allium ursinum
À ne pas confondre avec Allium tricoccum, qui porte aussi le nom vernaculaire d'« Ail des bois » mais ne pousse qu'en Amérique du Nord.
Espèce
Classification APG III (2009)
Statut de conservation UICN

 LC  : Préoccupation mineure
L'Ail des ours  (Allium ursinum), également appelé Ail sauvage ou Ail des bois, est une espèce de plantes herbacées vivaces de la famille des Amaryllidacées.

## Phytonymie

### Étymologie
Le nom scientifique vient du latin allium, « ail » et ursus, « ours ».
Cette plante est appelée Bärlauch (Ail d'ours) en allemand, aglio orsino (Ail des ours) en italien, bear’s garlic en anglais (Ail des ours) et daslook (Ail des blaireaux) en néerlandais, en référence à une légende selon laquelle, après l'hibernation, ces mammifères se mettent en quête de ces feuilles pour se  purger.

### Noms vernaculaires
- Ail des ours[3], Ail des bois (terme ambigu)[3], Ail pétiolé[3], Ail à larges feuilles[3].

## Histoire
Jadis, Allium ursinum était considéré comme une plante magique. On pensait que, porté par une femme enceinte dans ses poches, il protégerait l'enfant à naître. L'ail sauvage possède toutes les propriétés de l'ail cultivé.

## Description

### Appareil végétatif
C'est une plante de sous-bois frais et ombragés, à fleurs blanches, de 20 à 50 cm de hauteur. Lorsque son feuillage est légèrement froissé, il dégage une forte odeur — caractéristique — d'ail.
C'est une plante sociale qui forme parfois de vastes colonies dans les sous-bois frais ou le long des ruisseaux. Les feuilles apparaissent en février-mars et les fleurs d'avril à juin. La période de la récolte se termine avec les premières fleurs.
Les feuilles, dont la largeur peut varier de 2 à 5 cm, sont ovales et lancéolées.
Les composés soufrés précurseurs des arômes d'Allium, les S-alk(en)yl cystéine sulfoxydes tels que l'alliine et l'allicine sont des métabolites secondaires qui participent, avec les hétérosides, les dérivés phénoliques, les  flavonoïdes et les tanins à la défense contre les herbivores et parasites (champignons, bactéries).

### Appareil reproducteur
- Type d'inflorescence : ombelle simple, fleur blanche à six pétales
- Répartition des sexes :  hermaphrodite
- Type de pollinisation :  entomogame, autogame
- Période de floraison :  avril-juin
- Graine (6 graines par fruit en forme de boulet de canon), de couleur noire
- Type de fruit : capsules à trois loges
- Mode de dissémination : barochore

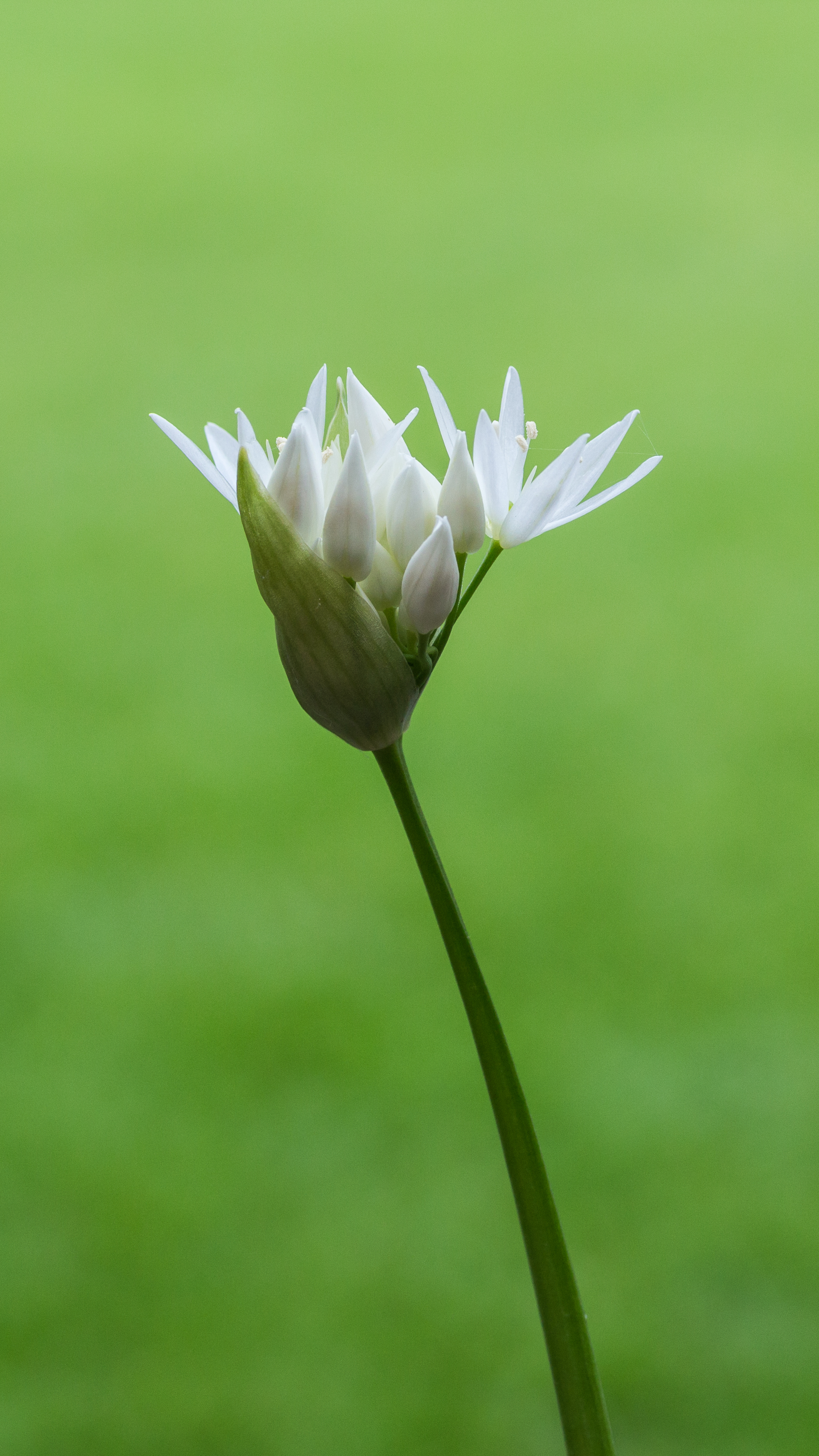
Inflorescence d'Ail des ours.
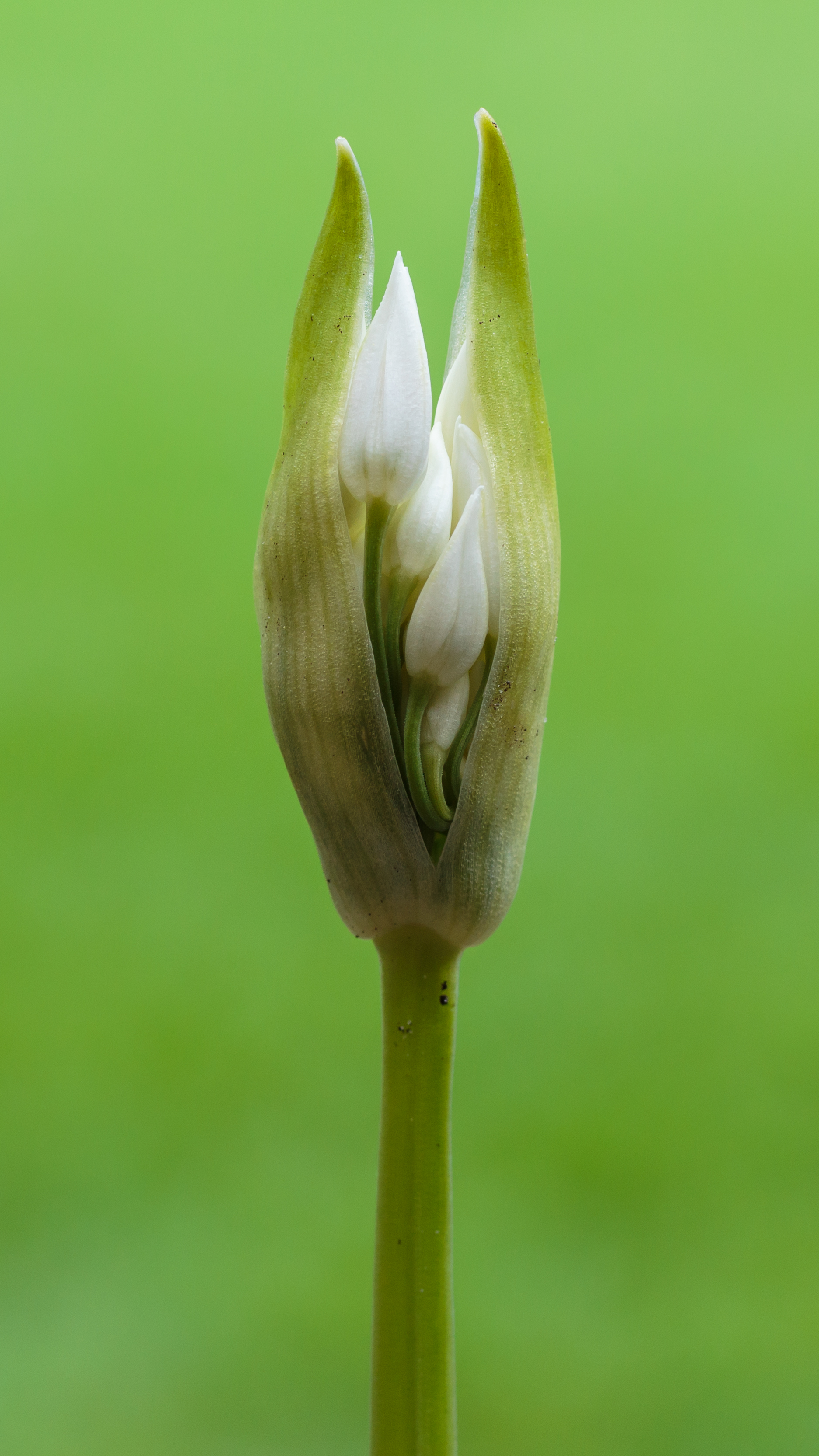
Autre inflorescence d'Ail des ours.
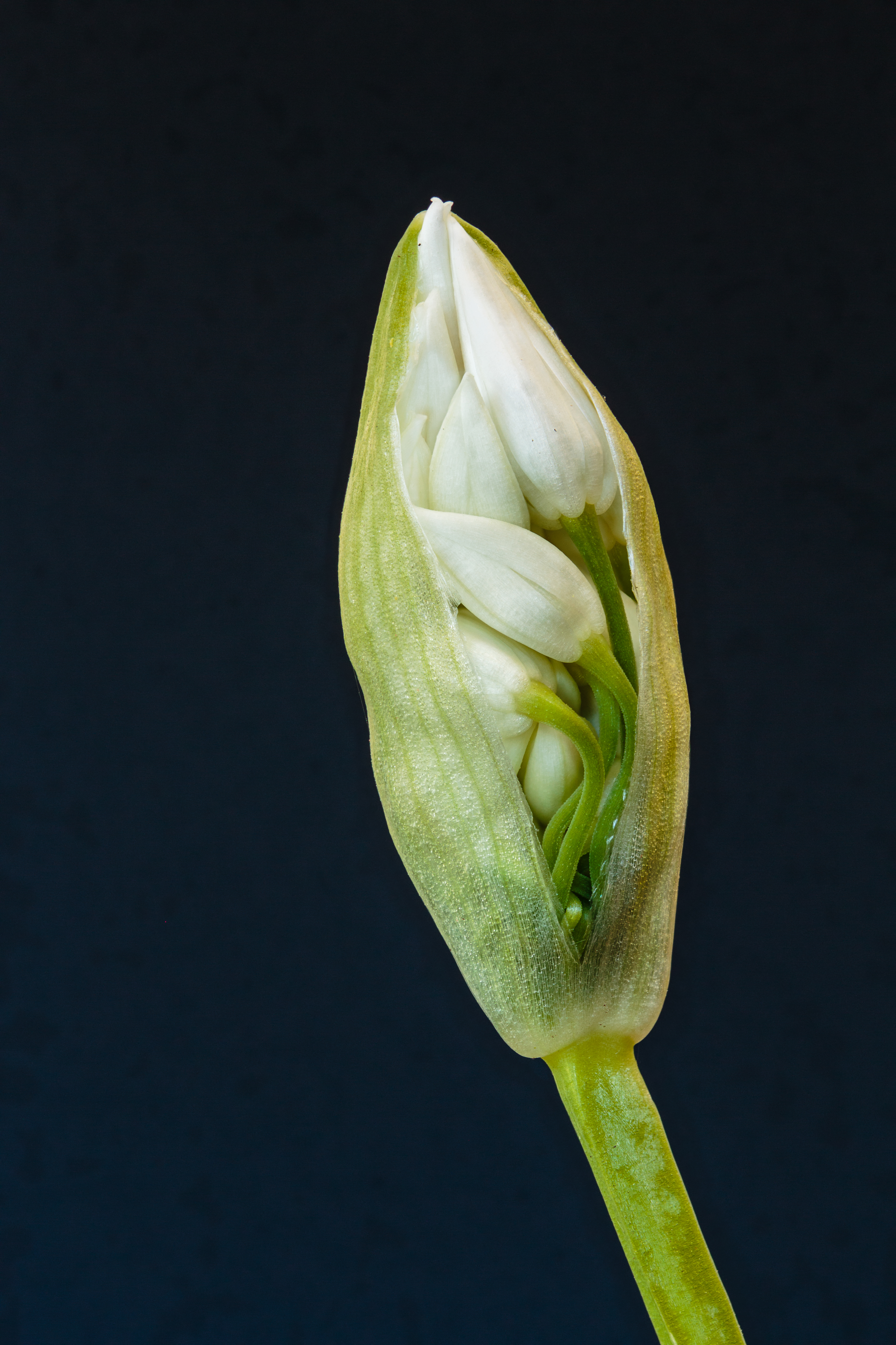
Une future inflorescence d'Allium ursinum.
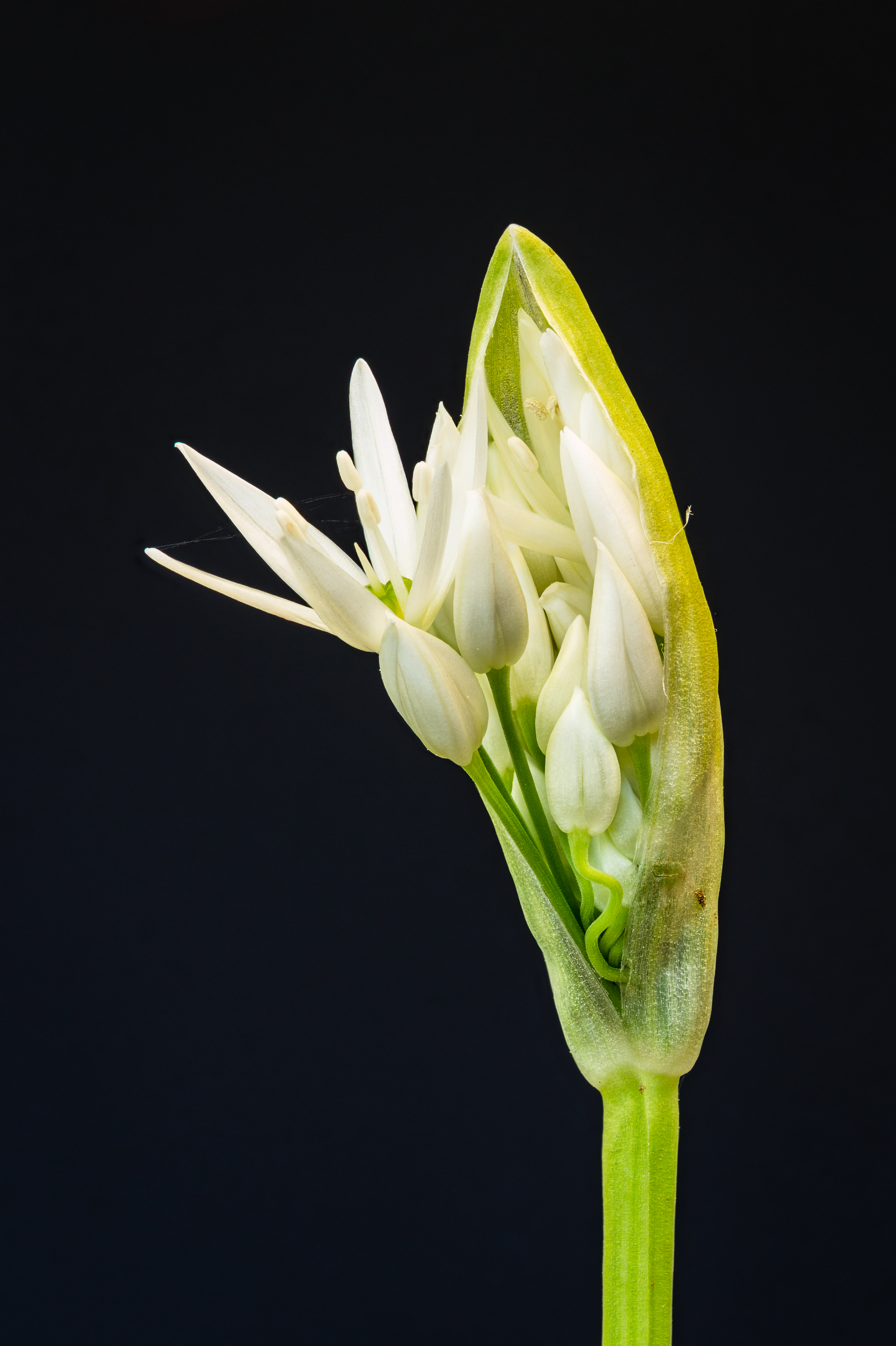
L'inflorescence éclot. Avril 2022.

## Habitat et répartition
- Habitat type : sous-bois herbacés médioeuropéens, basophiles, hygrophiles.
- Aire de répartition : eurasiatique

## Statuts de protection, menaces
L'espèce n'est pas encore évaluée à l'échelle mondiale par l'UICN. En Europe et en France, elle est classée comme non préoccupante .

## Utilisations

### Alimentation humaine
Il a été très utilisé en Europe et en Asie. On peut manger ses feuilles comme légume ou condiment, ainsi que son bulbe mais il est assez coriace, ses fruits jeunes ou ses graines piquantes. Malgré la puissance de leur odeur, leur saveur est délicate avec une note sucrée et agréablement piquante. Ses feuilles se consomment crues dans les salades, se préparent sous forme de pesto et soupe ou comme épice dans des salades, des tisanes. On peut également les cuire comme des épinards, les consommer sur des tartines avec du séré, du tofu ou encore dans du yaourt nature. On en fait enfin un beurre assaisonné pour les grillades.
Les boutons floraux (d'avril à juin en France) sont également comestibles.

### Alimentation animale

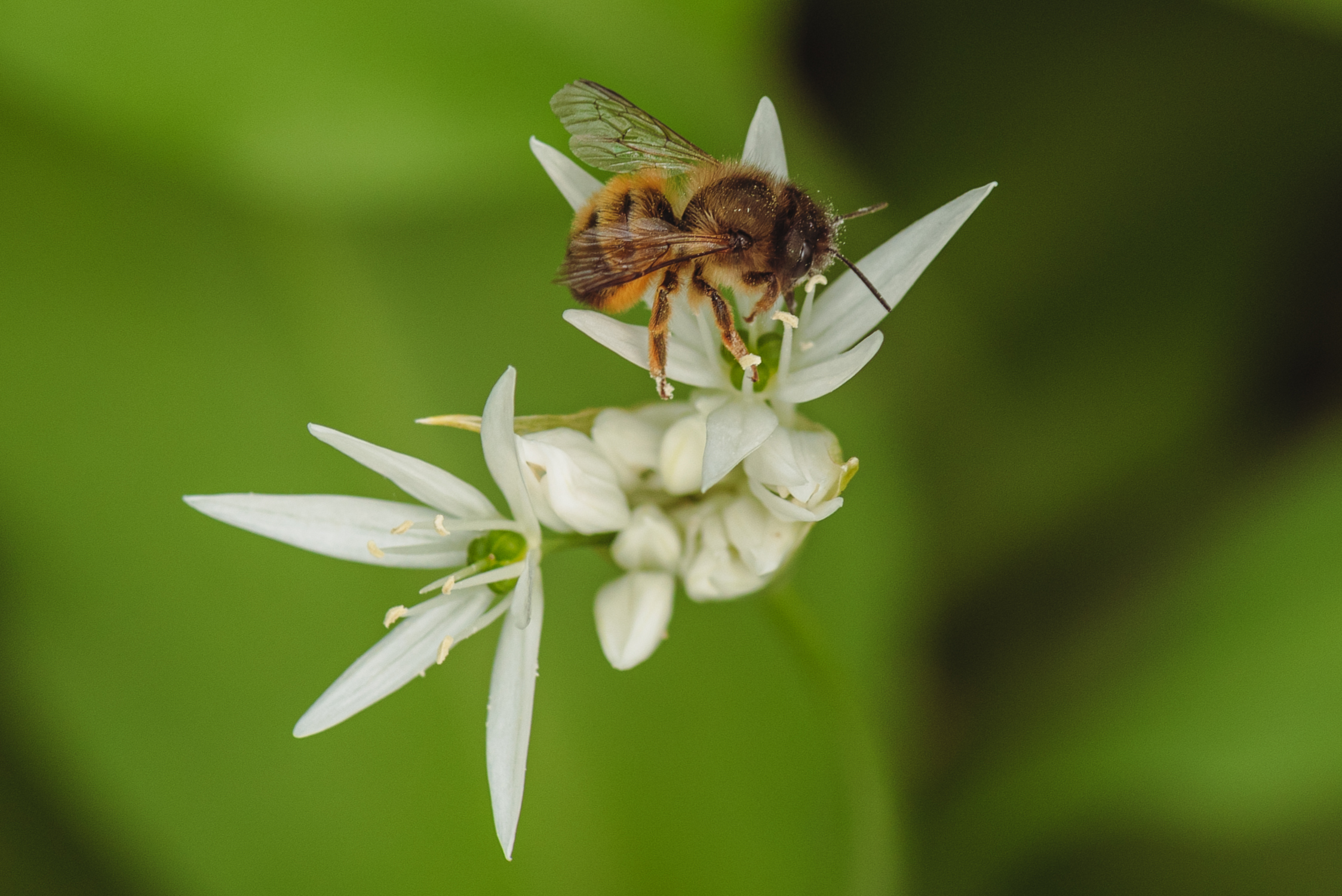
Une abeille maçon butinant une fleur d'Ail des ours

Durant les quelques semaines de floraison, qui ont lieu d'avril à juin, l'ail des ours constitue une source de nourriture importante pour de nombreux insectes pollinisateurs. Riche en nectar et en pollen, cette plante mellifère présente un intérêt apicole non négligeable.
Selon L'Encyclopédie oeconomique de 1771, « On en frotte les dents des chevaux, pour leur donner de l'appétit : ou bien on la hache menu dans leur provende. ».
Il est par contre connu pour donner un « goût détestable » au lait des vaches lorsqu'elles l'ont consommé et « rendre la crème de leur lait filante ».

### Thérapeutique
L'ail des ours est une plante médicinale très ancienne connue des Celtes et des Germains. On en a retrouvé des restes dans des habitations du Néolithique. Depuis les années 2000, il a retrouvé une popularité du fait de sa haute teneur en vitamine C.
Selon L'Encyclopédie économique de 1771, « l'ail des ours est d'usage dans les pays de montagnes, en cas de peste, et pour faire suppurer les tumeurs les plus rebelles ».
Activité antimicrobienne
Une étude de 2019 observe une activité antibactérienne significative contre différentes bactéries d'origine alimentaire.
Une autre étude de 2019 a incorporé des extraits d'ail sauvage Allium ursinum dans des microparticules (MP) afin de protéger ses précieux composés actifs qui présentent une activité antimicrobienne. Les résultats obtenus suggèrent que l'encapsulation de l'extrait d’Allium ursinum par congélation est une approche prometteuse pour améliorer les propriétés biopharmaceutiques de l'extrait, sans affecter son activité antibactérienne.
Une étude de 2020 évalue l'activité potentielle d'extraits d'Allium ursinum et d’Allium oschaninii sauvages in vitro sur une bactérie, Klebsiella pneumoniae, et sur une levure, Candida albicans. Les résultats ont montré que les deux extraits d'Allium ont bien éradiqué les biofilms des micro-organismes testés.

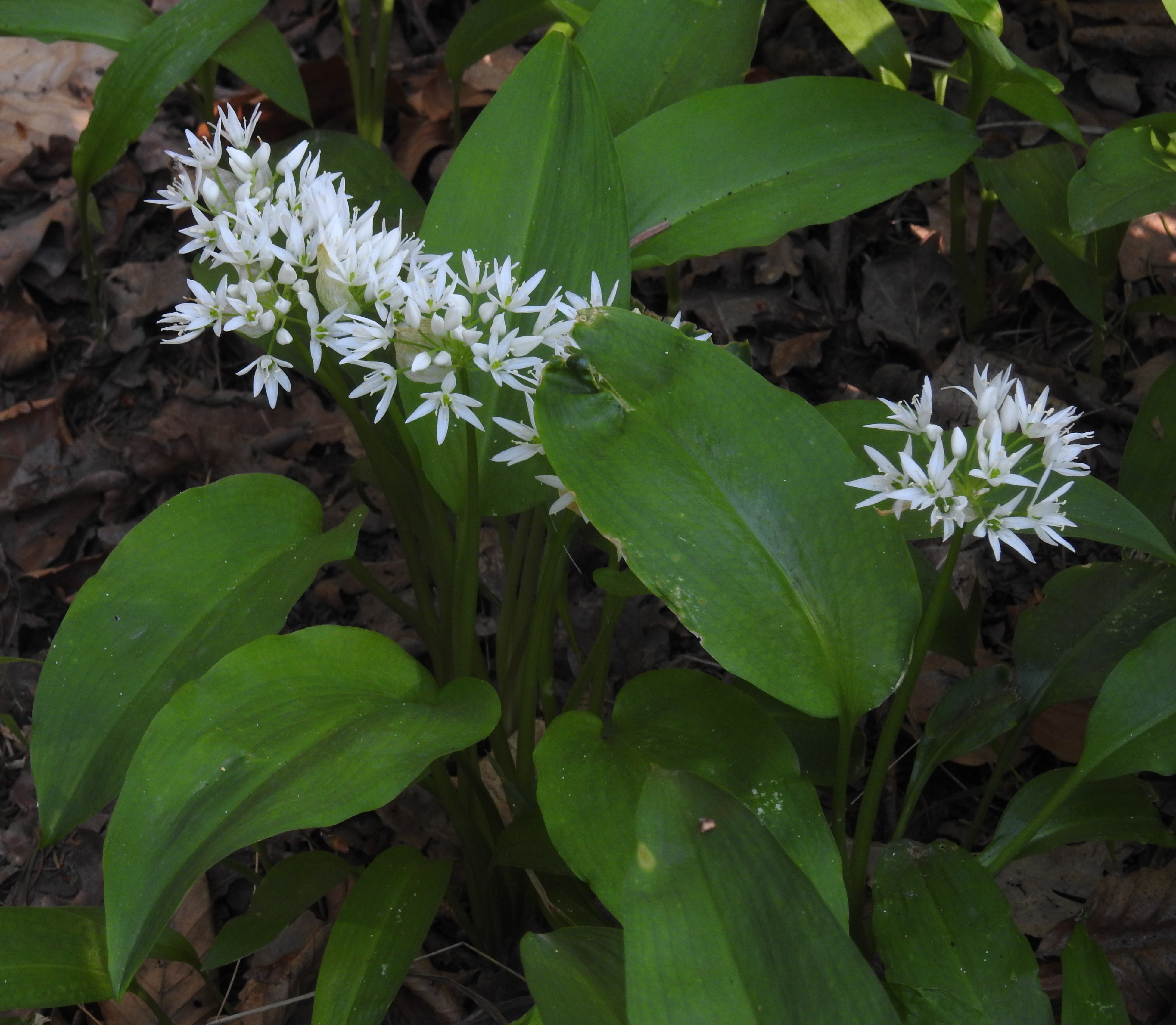

Lorsqu'ils sont cultivés sur un substrat complexe, les biofilms bactériens peuvent être plus résistants aux antibiotiques. Ces données fournissent des avancées significatives sur les tests de sensibilité aux antibiotiques des biofilms cultivés sur des matériaux biologiquement pertinents pour de futures applications in vitro et in vivo.
Activité antioxydante
Une étude de 2016 a comparé la teneur totale en polyphénols et la capacité antioxydante dans différentes parties anatomiques d’Allium ursinum, collectées à différents stades de maturité. Une influence du stade de maturité sur la teneur totale en polyphénols et la capacité antioxydante a été observée. Les valeurs les plus élevées ont été déterminées sur des plantes récoltées au stade de pleine maturité.
Activité sur l'hypertension pulmonaire
Les résultats d'une étude de 2017 faite sur des lapins souffrant d'insuffisance cardiaque suggèrent que les composés bioactifs d'Allium ursinum pourraient avoir des effets bénéfiques sur l'hypertension pulmonaire.
L'insuffisance cardiaque droite - souvent causée par une pression artérielle pulmonaire élevée - est une maladie chronique et progressive avec des taux de mortalité particulièrement élevés. Les composants de l'ail sauvage pourraient donc avoir un rôle dans la réduction de la pression artérielle, l'inhibition de l'enzyme de conversion de l'angiotensine, ainsi que l'amélioration de la fonction du ventricule droit chez le lapin.[réf. nécessaire]

#### Principes actifs

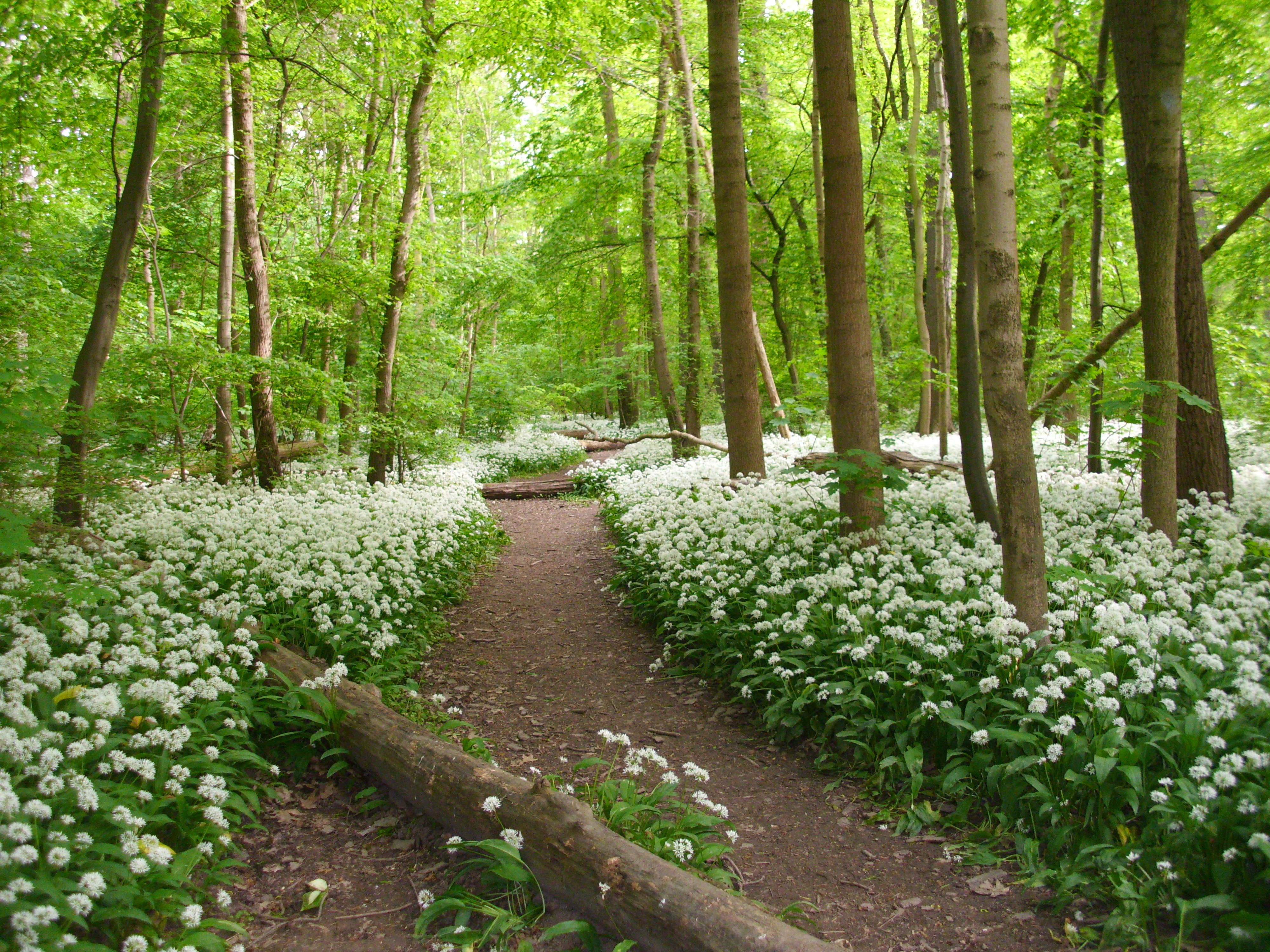
L'ail des ours produit fréquemment de vastes tapis dans les sous-bois comme ici dans la forêt alluviale de Leipzig.

Il est très riche en une huile essentielle sulfurée et également en vitamine C.

#### Propriétés
Dépuratif, rubéfiant, hypotenseur, antiseptique, anthelminthique.

#### Modes d'emploi
On utilise le bulbe dans des teintures, sirops, décoctions, jus, cataplasmes de pulpe, essences. Il est conseillé de l'utiliser de préférence cru pour préserver la vitamine C. L'essence est utilisée comme rubéfiant. Les feuilles fraîches peuvent être utilisées comme épice, coupées menu comme de la ciboulette ou du persil et mises sur du pain, sur les soupes, les sauces, les salades et les plats à base de viande.

### Confusions possibles avec d'autres plantes
Avant floraison, l'ail des ours peut être confondu avec l'arum tacheté, le colchique d'automne, le muguet de mai, l'ornithogale en ombelle ou le sceau-de-Salomon qui sont tous très toxiques (éventuellement mortels),.
La distinction peut facilement se faire grâce à l'odeur alliacée propre uniquement aux feuilles froissées des espèces de la famille des Allium, ainsi que par la consistance des feuilles, coriaces chez le muguet et encore plus chez le colchique, l'ornithogale ou le sceau-de-Salomon. De plus, l'ail des ours a deux feuilles par pied dont la face supérieure est luisante, la face inférieure mate, alors que le muguet a toujours deux feuilles par pied dont la face supérieure est mate, la face inférieure brillante. En avril 2020, un alsacien d'une cinquantaine d'années meurt d'intoxication après avoir consommé en pesto du colchique qu'il avait cueilli en le confondant avec de l'ail des ours,.
Autre risque de confusion : certaines variétés d'arum peuvent pousser mêlées à l'ail des ours. L'arum est très toxique (éventuellement mortel), or les jeunes feuilles d'arum présentent une forme et une couleur identiques à celles des jeunes feuilles d'ail des ours, donc le risque de confusion est important. Les deux variétés se distinguent par le dessin des nervures, parallèles pour l'ail des ours et pennées pour l'arum. En outre, les feuilles d'arum froissées ne dégagent pas d'odeur alliacée. En grandissant, la feuille d'arum prend une forme caractéristique permettant de la distinguer plus aisément de la feuille d'ail des ours. On notera aussi qu'à la coupe, le pétiole de l'ail des ours n'est pas rond contrairement aux plantes similaires à l'exception du pétiole de l'arum, mais comme « pincé » sur les côtés. Par contre celui de l'arum est creux sur sa face supérieure alors que celui de l'ail des ours est bombé.
Il peut aussi être éventuellement confondu, mais sans risque, avec Allium victorialis ou Allium nigrum qui possèdent tous deux des feuilles larges de plus de 2 cm, utilisables comme celles d'Allium ursinum.
De plus, le nom « ail des ours » désigne également à Erythronium americanum qui pousse sur la côte est des États-Unis, jusqu'au Grands Lacs et en bordure du fleuve Saint-Laurent.
Enfin, le nom vernaculaire « ail des bois » s'applique également à Allium tricoccum qui pousse en Amérique du Nord.

## Autres aulx sauvages
- Ail des vignes, ressemblant à la ciboulette et poussant sur les terrains sablonneux ;
- Ail à trois angles, espèce de la région méditerranéenne.